# Ирчамул
Ирчамул (кайт. ирчӏамал — девять) — одна из исторических областей Верхнего Кайтага. Изначально это самоназвание родо-племенного объединения нескольких (в данный момент девяти) сёл, которые входят в состав Кайтагского района Дагестана и расположены недалеко от границы с Табасаранским и Агульским районами.

## Состав
В Ирчамул входят девять сёл Кирцик, Варсит, Пиляки, Антиль, Шурагат, Бажлук, Сурхавкент, Шиланша, Турага и центральное селение Кирки. Они составляют три муниципальные образования: Киркинский, Кирцикский и Варситский сельсоветы.
Жители этих сёл называются ирчамульцами. Говорят на ирчамульском говоре верхнекайтагского диалекта кайтагского языка.

## География
Ирчамул отделён природными формированиями практически по всей окружности. С запада это горы, с юга река Рубас, с востока гряда холмов и с севера гряда холмов которые переходят в овраг и в русло реки Уллучай.
Есть в Ирчамуле и природные достопримечательности. Самая знаменитая из них — природный мост. Это огромный каменный мост длиной в 50 метров шириной в 5 метров расположенный над глубокой пропастью, там же имеется глубокая пещера и высокий водопад, маленькие воды которого, рассеиваясь на солнечных лучах, образуют радугу.

## История
На территории Ирчамула имеется огромное количество останков старых сёл и оборонительных башен. В селе Шиланша расположена высокая оборонительная башня, которая в данное время имеет три этажа, хотя в своё время она имела семь этажей. Но была разрушена царскими войсками под командованием генерала Ермолова во время Кавказской войны, который писал в своих записках, что уцмий кайтагский был недоволен теми условиями, которые ему предлагала царская власть, а требовал таких же подношений как шамхал тарковский, но при этом не беря на себя никакой ответственности на своих владениях, и именно это послужило причиной разорения всего Кайтагского уцмийства и, в частности, Ирчамула.